# مبرهنة منصف الزاوية

AD منصف للزاوية A

في الهندسة الرياضية، مبرهنة أو نظرية منصف زاوية هي مبرهنة في المثلث تعطي العلاقة بين طول الضلع المقابل لأي زاوية إلى طول الضلعين الباقيين. وتنص على أنه في المثلث ABC، إذا كان AD منصف للزاوية A وكانت D نقطة تقاطع AD مع BC فإن:
{\displaystyle {\frac {BD}{DC}}={\frac {BA}{AC}}}

## تعميم المبرهنة
مبرهنة مُنصّف الزّاوية هي حالة خاصّة من القانون النّاص على أنه: في المثلث ABC، إذا كان AD يقطع BC في D ويقسم الزاوية A إلى {\displaystyle \alpha } و {\displaystyle \beta } فإن:
{\displaystyle {\frac {BD}{DC}}={\frac {BA\sin \beta }{AC\sin \alpha }}}
وعندما {\displaystyle \beta =\alpha } تصبح مبرهنة منصف الزاوية.

## البراهين

### البرهان الأول
باستخدام قوانين مساحة المثلث:
1- مساحة المثلث ADC
{\displaystyle {\frac {1}{2}}AE.DC={\frac {1}{2}}AD.AC\sin \alpha =}
2- مساحة المثلث ADB
{\displaystyle {\frac {1}{2}}AE.BD={\frac {1}{2}}AD.BA\sin \beta =}
بقسمة 2 على 1 نصل إلى:
{\displaystyle {\frac {BD}{DC}}={\frac {BA\sin \beta }{AC\sin \alpha }}}

المثلث ABC

و إذا كان AD منصف الزاوية A ستحقق المبرهنة و ذلك لأن {\displaystyle \beta =\alpha }.

### البرهان الثاني

AD منصف للزاوية A

باستخدام قانون الجيوب:
في المثلث ADC:
{\displaystyle {\frac {AC}{\sin {ADC}}}={\frac {DC}{\sin \alpha }}}
{\displaystyle \sin {ADC}={\frac {AC\sin \alpha }{DC}}}
في المثلث ADB:
{\displaystyle {\frac {BA}{\sin {ADB}}}={\frac {DB}{\sin \beta }}}
{\displaystyle \sin {ADB}={\frac {BA\sin \beta }{DB}}}
{\displaystyle \angle {ADC}=180-\angle {ADB}\because }
و (Sin x = Sin (180-x.
{\displaystyle \sin {ADB}=\sin {ADC}\Leftarrow }
{\displaystyle {\frac {BA\sin \beta }{DB}}={\frac {AC\sin \alpha }{DC}}\Leftarrow }
{\displaystyle {\frac {BD}{DC}}={\frac {BA\sin \beta }{AC\sin \alpha }}\Leftarrow }
و إذا كانت {\displaystyle \beta =\alpha } سنصل إلى مبرهنة منصف الزاوية.

### البرهان الثالث

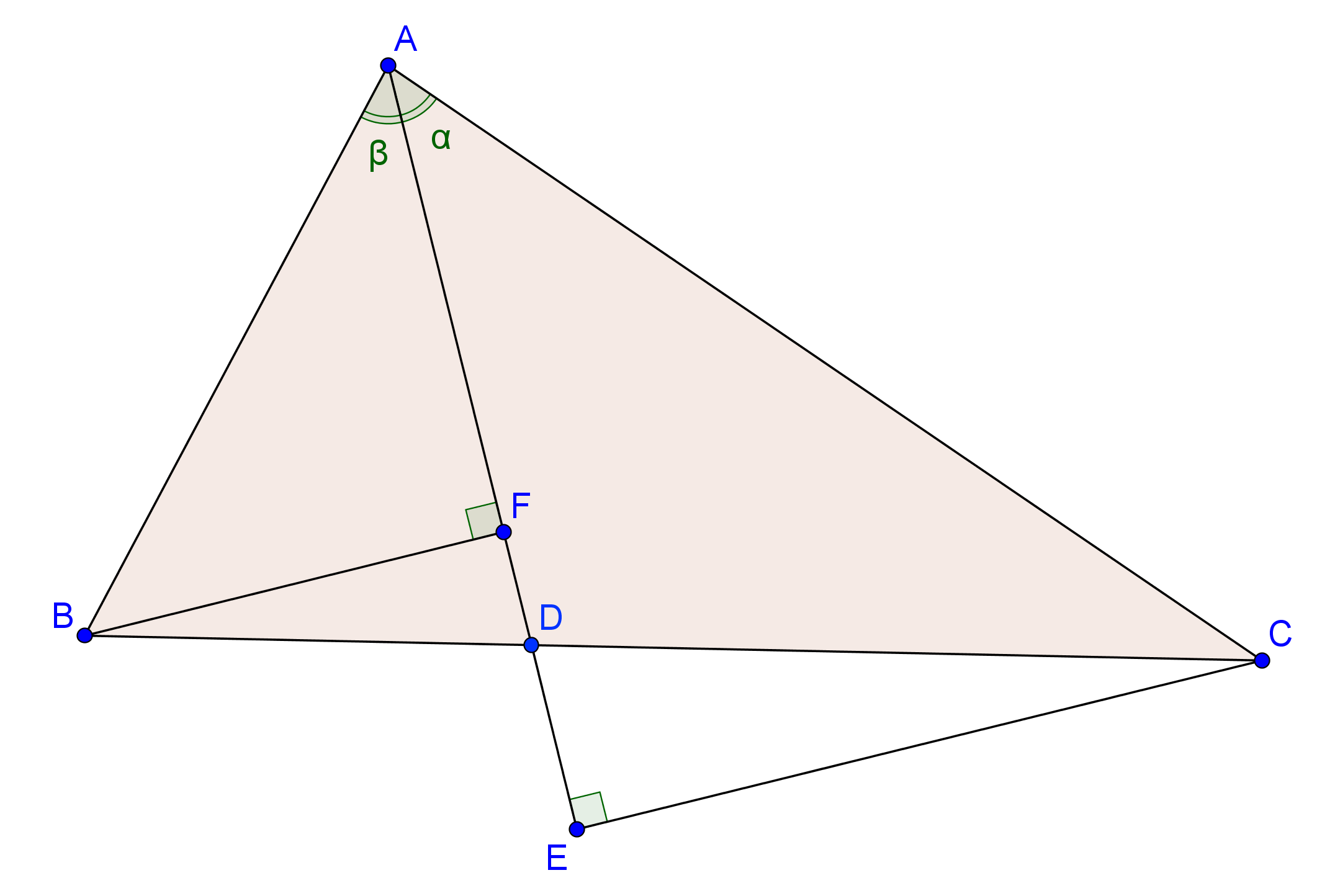
المثلث ABC

برهان هندسي، باستخدام تشابه المثلثات:
ِAD منصف الزاوية A، نسقط عمود من B على AD يقطعه في F، ونسقط عمود من C على امتداد AD يقطعه في E.
المثلث AEC يشابه المثلث AFB
( لأن E و F قائمتان و {\displaystyle \beta =\alpha } لأن AD منصف A)
{\displaystyle \Rightarrow {\frac {FB}{EC}}={\frac {BA}{AC}}}
المثلث DEC يشابه المثلث DFB
( لأن E و F قائمتان و{\displaystyle \angle {EDC}=\angle {FDB}} للتقابل بالرأس)
{\displaystyle \Rightarrow {\frac {FB}{EC}}={\frac {BD}{DC}}}
{\displaystyle \Rightarrow {\frac {BA}{AC}}={\frac {BD}{DC}}}
وهو المطلوب إثباته .